# Onkel Kånkels gyllene tider
Onkel Kånkels Gyllene Tider är ett musikalbum av det kontroversiella svenska bandet Onkel Kånkel and his kånkelbär, deras debutalbum. Skivan släpptes först på LP 1983 och sedan på CD 1993. I båda fallen var det Konkurrens Records som stod för utgivningen.

## Låtlista

### Original (1983)
1. Helan & Halvan
2. CP-Sven
3. Smek mig, Guran
4. IFÖ
5. I see smegma in your eyes
6. Ingen Rolls Royce
7. Lage var ett macho
8. Turk på burk (CP-Truk)
9. Håll käften unge
10. Egon kär-man svalde sperman
11. Åka 50-talsbilen
12. Könssjukdomar hos homosexuella män
13. Johan på toan gick
14. Suga kuk smeka skita
15. Ring & Pung
16. En sjöman ölskar havets våg
17. Böget suger kuk

### Nyutgåva (1993)
1. Helan & Halvan
2. CP-Sven
3. Smek mig, Guran
4. IFÖ
5. I see smegma in your eyes
6. Ingen Rolls Royce
7. Lage var ett macho
8. Turk på burk (CP-Truk)
9. Håll käften unge
10. Egon kär man svalde sperman
11. Åka 50-talsbil
12. Könssjukdomar hos homosexuella män
13. Johan på toan gick
14. Suga kuk smeka skita
15. Ring & Pung
16. En sjöman ölskar havets våg
17. Böget suger kuk
18. Jag vill se dig kräla som en idiot
19. Du är ett ägg
20. Homofilens kuk
21. Sitting bull
22. Nazzepenis i Führerns anus
23. Allan med ballan
24. Forta bilar
25. Sven jerring 2